# Temeroso de Dios

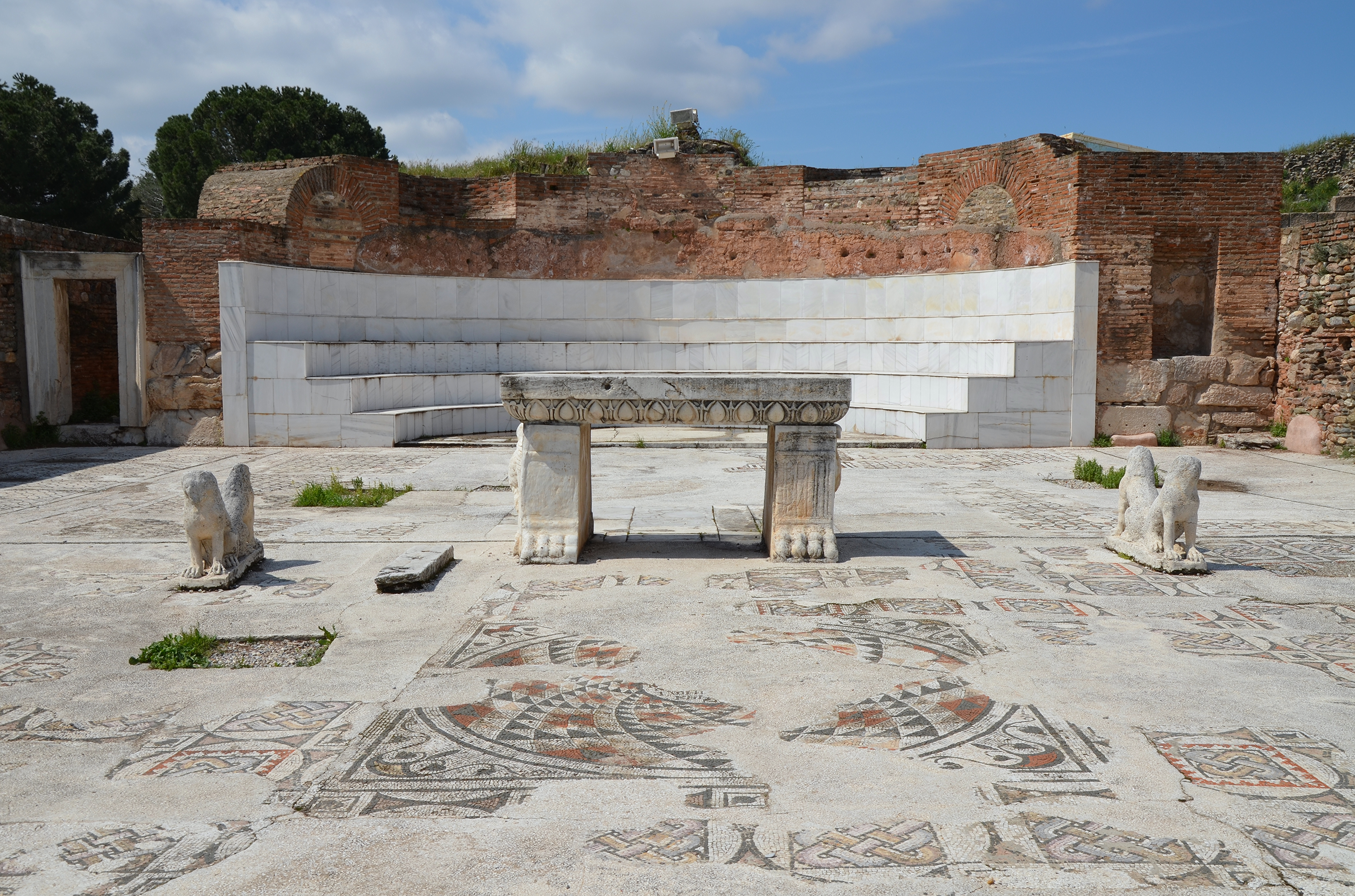
La sinagoga de Sardes (siglo III, Turquía) tuvo una gran comunidad de temerosos de Dios y judíos integrados en la vida cívica romana.

Los temerosos de Dios (en griego koiné: φοβούμενοι τὸν Θεόν, phoboumenoi ton Theon) o adoradores de Dios (en griego koné: θεοσεβεῖς, Theosebeis) eran los gentiles que simpatizaban con el judaísmo en el mundo grecorromano. Compartían con los judíos la fe y observaban algunos de sus ritos y tradiciones, pero sin convertirse plenamente al judaísmo como hacían los prosélitos.
Muchos de estos temerosos tenían un pasado pagano monoteísta o henoteísta; por ejemplo, Cornelio era adorador de Caelus (el nombre/equivalente romano a Yavé).
En español, estas expresiones griegas se traducen a menudo mediante una paráfrasis, como «los que temen a Dios» o «los que adoran a Dios».

## Visión general

### Origen, historia, estatus y difusión del fenómeno
Desde mediados de la década de los 80 del XX un número creciente de expertos en historia del judaísmo y estudios judaicos se ha interesado por el tema de los temerosos de Dios y su relación con el judaísmo helenístico y cristianismo antiguo. Según una opinión popular, los judíos que vivían en el mundo grecorromano no llevaban a cabo actividades proselitistas con la intención de convertir a grandes masas de paganos a su fe, aunque en la actualidad son muchos los historiadores que ponen en duda esta afirmación.
Conforme los judíos emigraban y se asentaban en las provincias romanas del Imperio, cierto número de paganos comenzaron a encontrar atractiva su religión por diversos motivos, Algunos se convertían aceptando la circuncisión y la ley judía (prosélitos), mientras que otros no daban el paso y se quedaban como temerosos de Dios. Todos estos eran griegos o romanos provenientes de todas las clases sociales: la gran mayoría eran mujeres y libertos pero había también artesanos, soldados e incluso algunas personas de la clase alta, como patricios y senadores. Tras la revuelta de los judíos, a pesar de que los temerosos de Dios seguían siendo leales al judaísmo, fueron eximidos de pagar el impuesto judío (fiscus Iudaicus).
Los temerosos de Dios existieron entre los siglos I y III d. C. Hablan de ellos varias obras de las literaturas latina y griega, Flavius Josef y Filón de Alejandría, la literatura rabínica, la literatura cristiana antigua, y algunas inscripciones judías antiguas, en particular en Palestina, Roma, y Asia Menor).

### Biblia hebrea
En la Biblia hebrea se reconoce, de algún modo, la existencia de gentiles que adoran al único Dios verdadero, el Dios de Israel. La literatura rabínica posterior desarrollará este tema llegando al concepto de los Noajitas, es decir, gentiles que siguen las Siete Leyes de Noé, que según los rabinos pertenecerían a la alianza hecha entre Dios y Noé.

### Inscripciones, textos y papiros
Los términos griegos y latinos para referirse a los temerosos de Dios (theosebeis, sebomenoi, phoboumenoi, metuentes) se encuentran tanto en libros antiguos (griegos, romanos y judíos) como en inscripciones de antiguas sinagogas (Afrodisias, Panticapaeum, Trales, Sardes, Venosa, Lorium, Rodas, Filadelfia y Mileto).
A partir de las distinciones que se hace en Hechos de los Apóstoles entre prosélitos y temerosos de Dios, se cree que estos últimos se distinguían precisamente en que estos no habían aceptado la conversión completa, que requería la circuncisión. No obstante, la evidencia muestra que a lo largo de los siglos el uso de este término varía significativamente, y en algunos períodos podría haberse incluido bajo el concepto de temeroso de Dios a todos los gentiles creyentes, incluidos los prosélitos.
Las fuentes mencionan también la existencia de una secta llamada de los hipsistarianos entre los siglos IV a. C. y III d. C., los cuales guardaban el sábado. Hay estudiosos que piensan que a estos sectarios se los pudo considerar simpatizantes del judaísmo y temerosos de Dios.

### Literatura cristiana antigua
En el Nuevo Testamento los temerosos de Dios son presentados como paganos que se relacionan de diversos modos con el judaísmo helenista sin convertirse completamente. Estos aparecen en los Hechos de los Apóstoles.

Pablo se levantó y, haciendo una señal con su mano, dijo: "Varones de Israel y vosotros, temerosos de Dios" (Hch 13, 16)

Hermanos, hijos de la familia de Abrahán y aquellos de entre vosotros que sois temerosos de Dios: a nosotros se nos ha enviado este mensaje de salvación (Hch 13, 26)

## Los temerosos de Dios y el cristianismo
Los estudiosos modernos consideran que los temerosos de Dios jugaron un papel muy significativo en el crecimiento del cristianismo.
Los temerosos de Dios compartían la fe con el judaísmo, pero no aceptaban todas las tradiciones y leyes de estos. En efecto, muchas de las leyes dietéticas, la circuncisión y la prohibición absoluta de hacer cualquier trabajo el día de sábado a menudo no solo resultaban poco atractivas para un griego o un romano, sino que incluso podían considerarse execrables, como, en particular, el rito de circuncisión
El apóstol Pablo, en sus cartas, se opuso decididamente a los "judaizantes", aquellos cristianos que exigían a los cristianos provenientes de la gentilidad que se circuncidasen y observasen todas las demás leyes. En efecto, para Pablo Dios estableció en Cristo una nueva alianza o testamento, y esta alianza no incluye la circuncisión para entrar en ella.
Según Hechos de los Apóstoles, Lidia de Tiatira, la primera persona convertida por Pablo en Europa, era una «adoradora de Dios» (Hch 16, 14); el soldado romano Cornelio y el eunuco etíope han de considerarse también, con toda probabilidad, temerosos de Dios antes de convertirse al cristianismo.
Es plausible que el mensaje de Pablo de una salvación mediante la fe en Jesucristo sin las obras de la Ley mosaica fuese especialmente atractivo para muchos temerosos de Dios, ya que veían cómo así podrían pertenecer al pueblo de Dios sin tener que pasar por la aceptación de todas las leyes del judaísmo. Esta visión sería aceptada por la Iglesia en el Concilio de Jerusalén, y será un hecho decisivo en la separación entre judaísmo y cristianismo.